# Svatoňovice
Svatoňovice (německy Schwansdorf) jsou obec v okrese Opava v Moravskoslezském kraji na jižním břehu vodní nádrže Kružberk. Žije zde 257 obyvatel.
Téměř celý katastr obce leží ve Slezsku, ale nepatrná okrajová severozápadní část katastru (část výše zmíněné vodní nádrže, rozkládající se na zatopeném levém břehu potoka, který do této vodní nádrže přitéká) původně náležela ke dříve čistě moravskému katastrálnímu území Budišov nad Budišovkou.

## Historie
První písemná zmínka o obci pochází z roku 1377 (mit Swatanowicz).

## Obyvatelstvo
| Rok            | 1869 | 1880 | 1890 | 1900 | 1910 | 1921 | 1930 | 1950 | 1961 | 1970 | 1980 | 1991 | 2001 | 2011 | 2021 |
| -------------- | ---- | ---- | ---- | ---- | ---- | ---- | ---- | ---- | ---- | ---- | ---- | ---- | ---- | ---- | ---- |
| Počet obyvatel | 606  | 626  | 580  | 592  | 544  | 561  | 553  | 408  | 273  | 348  | 323  | 292  | 308  | 286  | 251  |
| Počet domů     | 78   | 105  | 82   | 82   | 83   | 82   | 114  | 77   | 66   | 63   | 53   | 67   | 67   | 71   | 71   |

## Obecní správa
Mezi lety 1869–1959 Svatoňovice byly obcí v okrese Opava (1869–1930) a později v okrese Vítkov. V letech 1960–1992 patřily jako část města k Budišovu nad Budišovkou a od 1. ledna 1993 jsou opět samostatnou obcí opět v okrese Opava.

### Obecní symboly
Znak a vlajka byly obci uděleny rozhodnutím předsedy Poslanecké sněmovny Parlamentu České republiky dne 11. května 2001.

## Pamětihodnosti
- Kostel Nejsvětější Trojice
- Hospoda Grafenau

## Galerie

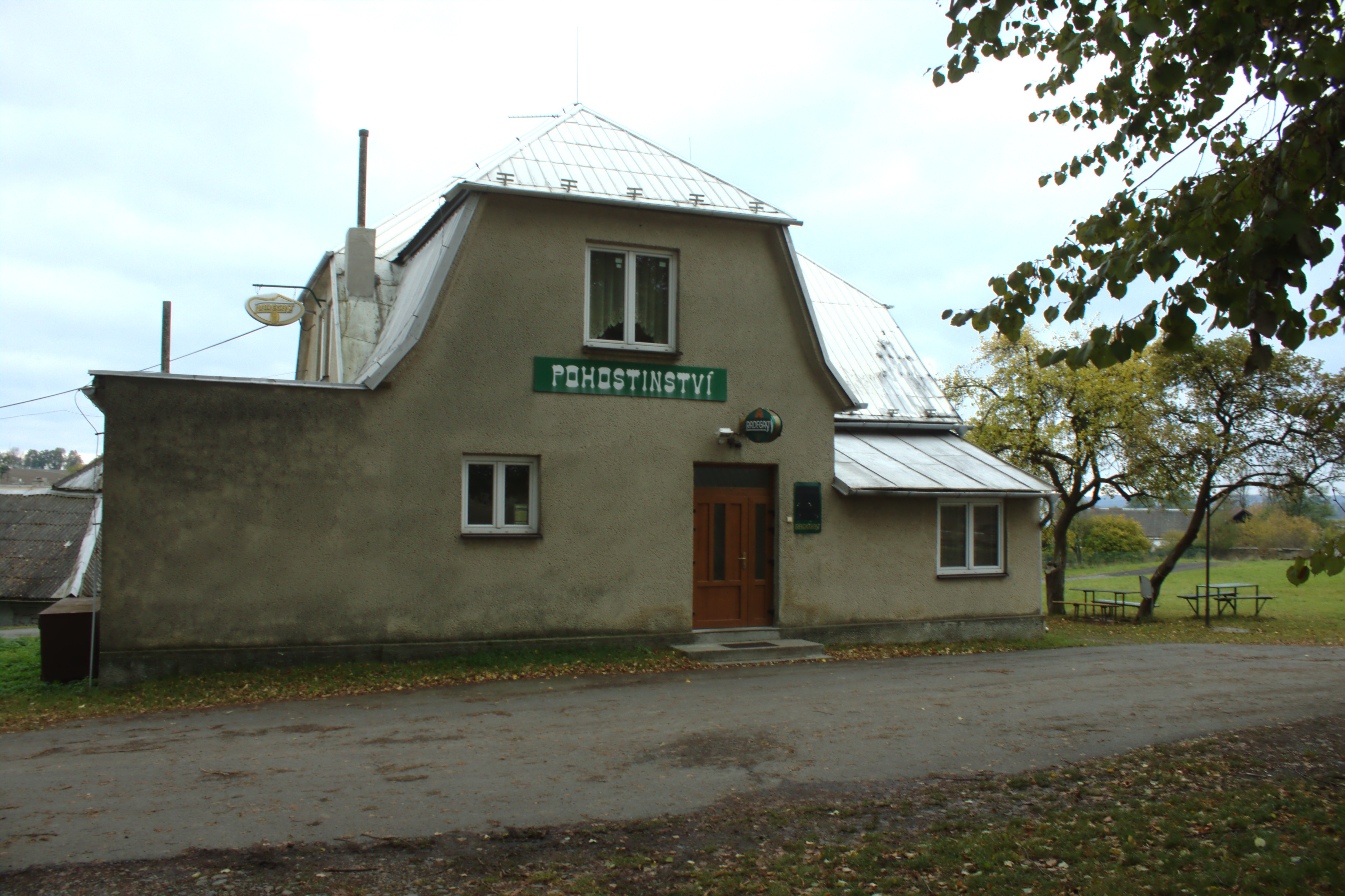
Hospoda
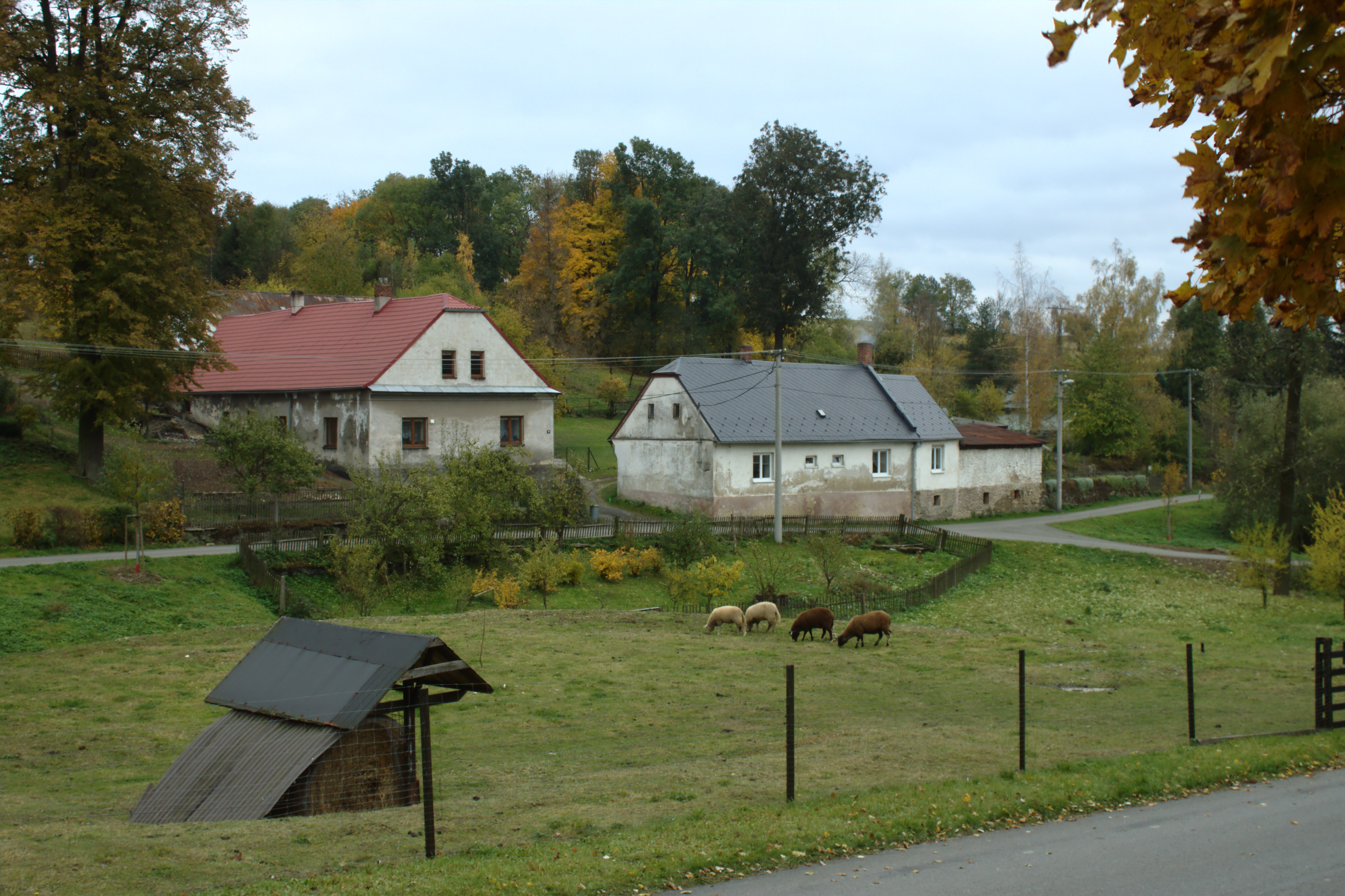
Ovce
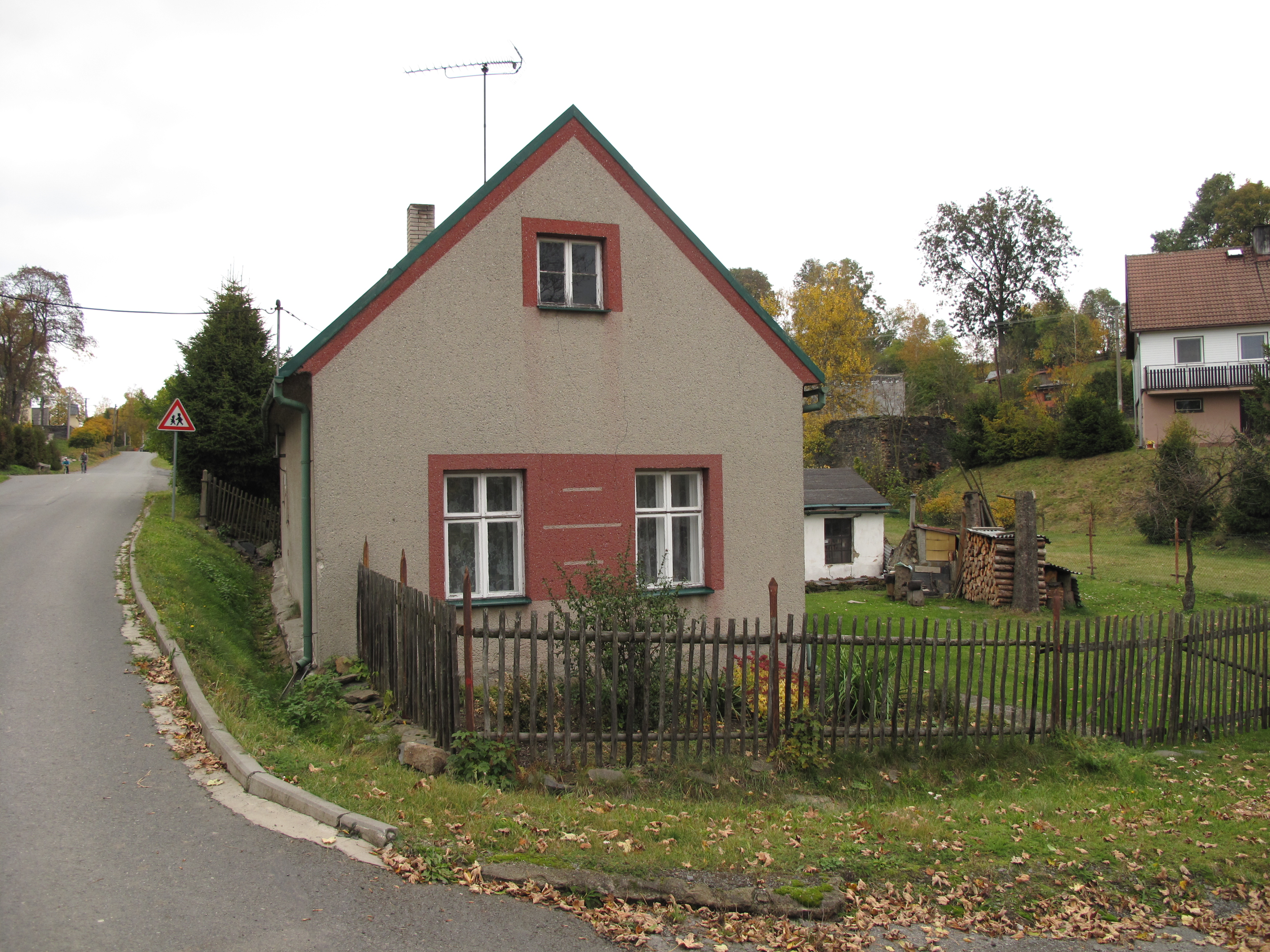
Chalupa